# بيتر لوكاس (لاعب كرة قدم)
بيتر لوكاس (بالتشيكية: Petr Lukáš)‏ هو لاعب كرة قدم تشيكي في مركز الدفاع، ولد في 24 أبريل 1978 في براغ في جمهورية التشيك. لعب مع سبارتا براغ ولاسك لينتس ونادي تيبليتسه ونادي سلوفان ليبيريتس ونادي يابلونتس.

## وصلات خارجية
- بيتر لوكاس (لاعب كرة قدم) على موقع قاعدة بيانات كرة القدم.إي يو (الإنجليزية)
- بيتر لوكاس (لاعب كرة قدم) على موقع Soccerway.com (الإنجليزية)
- بيتر لوكاس (لاعب كرة قدم) على موقع عالم كرة القدم.نت (الإنجليزية)